# Инаугурационная Библия Джорджа Вашингтона

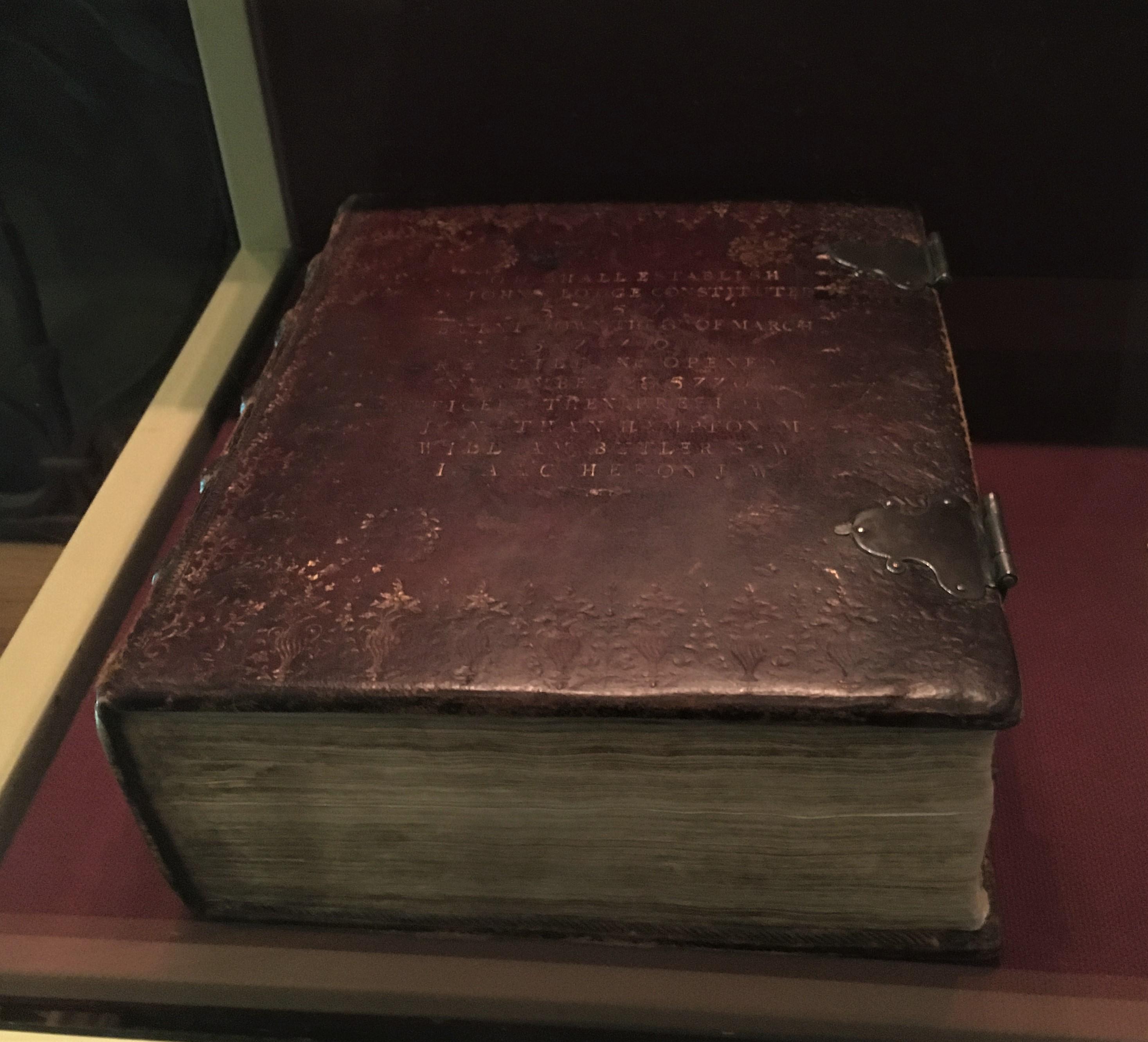
Инаугурацио́нная Би́блия Джо́рджа Ва́шингтона

Вступление в должность Джорджа Вашингтона

Инаугурацио́нная Би́блия Джо́рджа Ва́шингтона (англ. George Washington Inaugural Bible) — экземпляр Библии, на котором присягал Джордж Вашингтон, вступая в должность первого президента США 13 апреля 1789 года в нью-йоркском «Федерал-холле». Впоследствии Библия была использована ещё в четырёх церемонии инаугурации президентов США: Уоррена Гардинга в 1921 году, Дуайта Эйзенхауэра в 1953 году, Джимми Картера в 1977 году и Джорджа Буша-старшего в 1989 году.
Библия Вашингтона является изданием Библии короля Якова, дополненной апокрифами, а также историческими, астрономическими и юридическими данными того времени. Библия была напечатана Марком Баскеттом в 1767 году в Лондоне. С 1770 года Библия является собственностью масонской Ложи святого Джонса Великой ложи Нью-Йорка.
В настоящее время Библия используется членами ложи, но иногда экспонируется на выставке в «Федерал-холле».